# Agatha Bârsescu

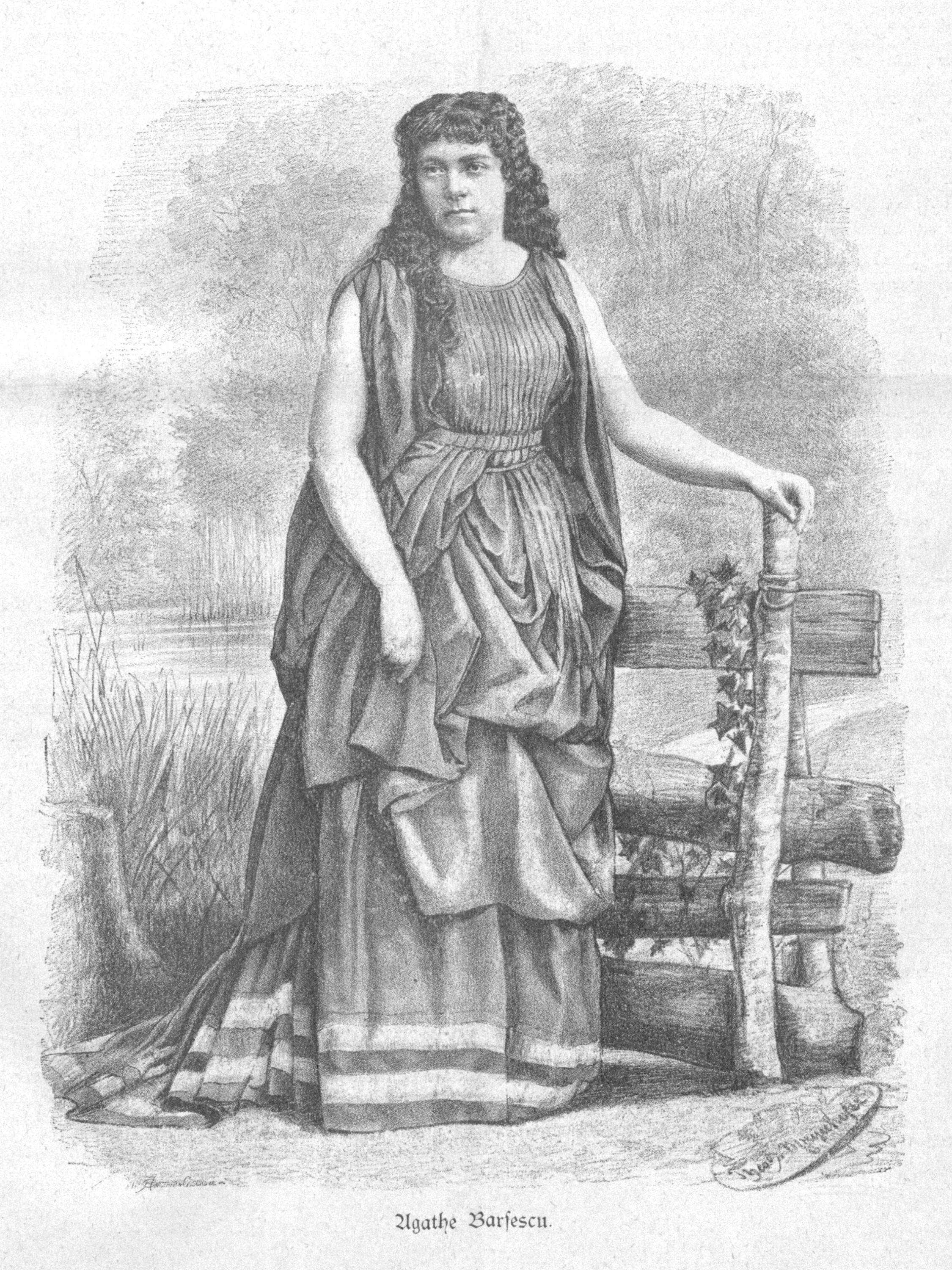
Agathe Bârsescu im Jahre 1884

Agatha Bârsescu (geboren 9. September 1861 in Bukarest, Rumänien; gestorben 1939 ebenda) war eine rumänische Theaterschauspielerin, Sängerin und Stummfilmschauspielerin.

## Leben

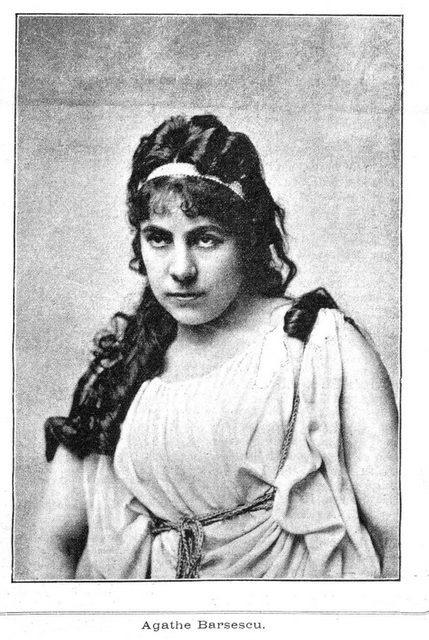
Österreichische Musik- und Theaterzeitung, 3. Band, Nr. 4, 13. November 1890, S. 1

Ihre Erziehung erhielt sie in einem Palast der rumänischen Residenzstadt, im Hause eines dem Hofe nahestehenden militärischen Würdenträgers. Herangewachsen wurde sie in ein Kloster aufgenommen, woselbst sie zur Nonne herangebildet werden sollte. Als sie einmal, sie glaubte sich unbeobachtet, ein frommes Lied mit voller Stimme sang, hörte sie ein italienischer Impresario, der mit seiner Operngesellschaft in Bukarest Gastspiel-Vorstellungen gab. Diesem gefiel die Stimme so gut, dass er das junge Mädchen bestimmte, in einem öffentlichen Konzert zu wohltätigem Zweck aufzutreten, wozu er ihr auch die nötige Erlaubnis bei ihren Vorgesetzten und Eltern erwirkte. Die Königin Elisabeth zu Wied, die der Produktion beiwohnte, interessierte sich von dieser Stunde an für Bârsescu, für deren künstlerische Ausbildung sie Sorge zu tragen beschloss und verfolgte den Werde- und Entwicklungsgang fortab mit größtem Wohlwollen. Nachdem die junge Sängerin bereits einige Male auf der Bühne des königlichen Theaters in Opernpartien aufgetreten war und stets gefiel, setzte sich der Entschluss bei den Eltern durch, sich nun beruflich dem Operngesang widmen zu dürfen. Zur weiteren Ausbildung sollte sie nach Paris geschickt werden, auf der Reise dahin machte sie in Wien halt und trat als Opernelevin in das Konservatorium. Allein ihre schauspielerische Begabung gab sich so unleugbar zu erkennen, dass sie, ohne noch die deutsche Sprache vollkommen zu beherrschen, in die Schauspielschule übertrat und sich daselbst mit einer wahrhaftig unerhörten Energie, die das Staunen ihrer Lehrer erregte, dem dramatischen Studium ergab. Von der Schule weg wurde sie auf dem Umwege über Berlin direkt an das Burgtheater verpflichtet, wo sie am 22. November 1883 debütierte. Dort verabschiedete sie sich am 30. November 1890 und ging ans Stadttheater Hamburg. Dort verblieb sie bis 1893 und wirkte dann am neueröffneten Raimundtheater in Wien. 1898 wirkte sie erneut in Wien. Nachdem sie Wien erneut verlassen hatte, spielte sie in Bukarest auf Rumänisch am Nationaltheater bis 1902.
Ihr Lebensweg nach 1902 ist unbekannt. Lediglich 1913 taucht sie in einem deutschen Stummfilm auf. Sie verstarb 1939.

## Filmografie
- 1912: Das Mirakel[1]